# Oxira axiologa
Oxira axiologa är en fjärilsart som beskrevs av Charles Boursin 1948. Oxira axiologa ingår i släktet Oxira och familjen nattflyn. Inga underarter finns listade i Catalogue of Life.